# La Vaupalière
La Vaupalière é uma comuna francesa na região administrativa da Normandia, no departamento de Sena Marítimo. Estende-se por uma área de 7,98 km². Em 2010 a comuna tinha 1 133 habitantes (densidade: 142 hab./km²).